# Upata
Upata – miasto w Wenezueli; w stanie Bolívar; 156 tys. mieszkańców (2005).